# Віра Засулич
Засулич Віра Іванівна (парт., літературні псевдоніми та криптоніми — Велика, Велика Дмитрівна, Віра Іванівна, Іванов В., Карелін Н., Старша сестра, Тітка, В. І. та ін.; 08.08 (27.09) 1849, с. Михайлівка — 8 травня 1919, м. Петроград) — діячка народницького, а потім соціал-демократичного руху, згодом — меншовизму.

## Життєпис
Народилася в с. Михайлівка Смоленської губернії в родині спадкового дворянина. У 1868 році після закінчення в Москві німецького пансіонату отримала звання вчительки, переїхала до Санкт-Петербурга й увійшла до терористичного гуртка Сергія Нечаєва.

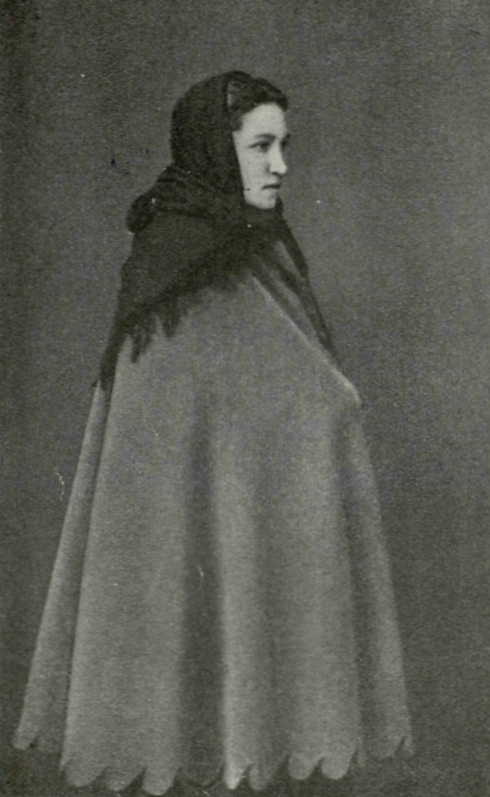
Віра Засуліч до 1907 року

По розгромі «нечаєвщини» в 1869 році заарештована і після нетривалого ув'язнення перебувала під наглядом поліції в різних містах Росії. В грудні 1873 року приїхала до Харкова, 1875 року — до Києва, де увійшла до народницького гуртка «південних бунтарів», члени якого дотримувалися терористичних поглядів. 24 січня 1878 року здійснила замах на петербурзького градоначальника Ф. Трепова за незаконне покарання заарештованого революціонера Л. Ємельчанова (Богомолова), поранивши Трепова з револьвера. Після замаху Засулич організація «Земля і воля» випустила першу прокламацію, в якій пояснювала народу причини таких дій революціонерів. Суд присяжних 31 березня, завдяки щасливому для терористки складу суду, несподівано виправдав Засулич і вона виїхала до Швейцарії.
Існує непідтверджена версія, нібито Засулич виконувала завдання британських спецслужб стимулювати масові антидержавні терористичні акти в Росії. У 1879 році повернулася в Росію й, порвавши з тероризмом, стала членом організації «Чорний переділ». На початку 1880-х років відійшла від народництва і знову емігрувала за кордон. 1883 року брала участь у створенні групи «Визволення праці». Займалася перекладом праць Карла Маркса й Фрідріха Енгельса, написала книгу про Вольтера і французького філософа-просвітителя Жана-Жака Руссо.
Наприкінці 1900 Засулич увійшла до складу редакції газети «Искра» і працювала разом із Володимиром Леніним. Брала участь у роботі конгресів Другого інтернаціоналу. Після II з'їзду Російської соціал-демократичної робітничої партії (1903) перейшла на позиції меншовиків.

### Боротьба з більшовизмом
1905 повернулася до Російської імперії й увесь час була в опозиції до більшовиків.
Жовтневий переворот у Петрограді 1917 зустріла вороже. Так звану «Жовтневу революцію» Засулич вважала контрреволюційним переворотом, який перервав нормальний політичний розвиток революції, і розцінювала створену більшовиками систему радянської влади дзеркальним відображенням царського режиму. Вона стверджувала, що нова панівна меншість просто «підім'яла більшість, яка вимирала від голоду і вироджувалася із заткнутим ротом». Стверджуючи, що більшовики «винищують капітали, знищують велику промисловість», зважувалася іноді на публічні виступи (зокрема у клубі «Робочий прапор» 1 квітня 1918). Ленін, критикуючи її виступи, проте визнавав, що Засуліч є «видатним революціонером».
«Тяжко жити, не варто жити», — скаржилася вона соратникові по народницькому гуртку Л. Г. Дейчу.
Тяжко захворівши, Засулич до останньої години писала спогади, опубліковані посмертно. Померла у Петрограді.